# Megacythere robusta
Megacythere robusta är en kräftdjursart som beskrevs av H.S. Puri 1960. Megacythere robusta ingår i släktet Megacythere och familjen Cytheromatidae. Inga underarter finns listade i Catalogue of Life.